# Bagrada
Bagrada es un género de chinche hedionda, familia Pentatomidae. El género es nativo de las regiones tropicales del Viejo Mundo; una especie (Bagrada hilaris) ha sido introducida accidentalmente en varios países de Asia y Europa y en Norteamérica. Las plantas huéspedes son principalmente miembros de la familia Brassicaceae.

## Especies
- Bagrada abeillei Puton, 1881
- Bagrada confusa Horvath, 1936
- Bagrada elegans Puton, 1873
- Bagrada funerea Horvath, 1901
- Bagrada hilaris (Burmeister, 1835)
- Bagrada qinlingensis
- Bagrada stolata
- Bagrada stolida (Herrich-Schaeffer, 1839)
- Bagrada turcica Horvath, 1936